# Província d'Ogooué-Maritime
Ogooué-Maritime és una de les nou províncies del Gabon.
Ocupa una àrea de 22,890 km². La capital de la província es Port-Gentil.

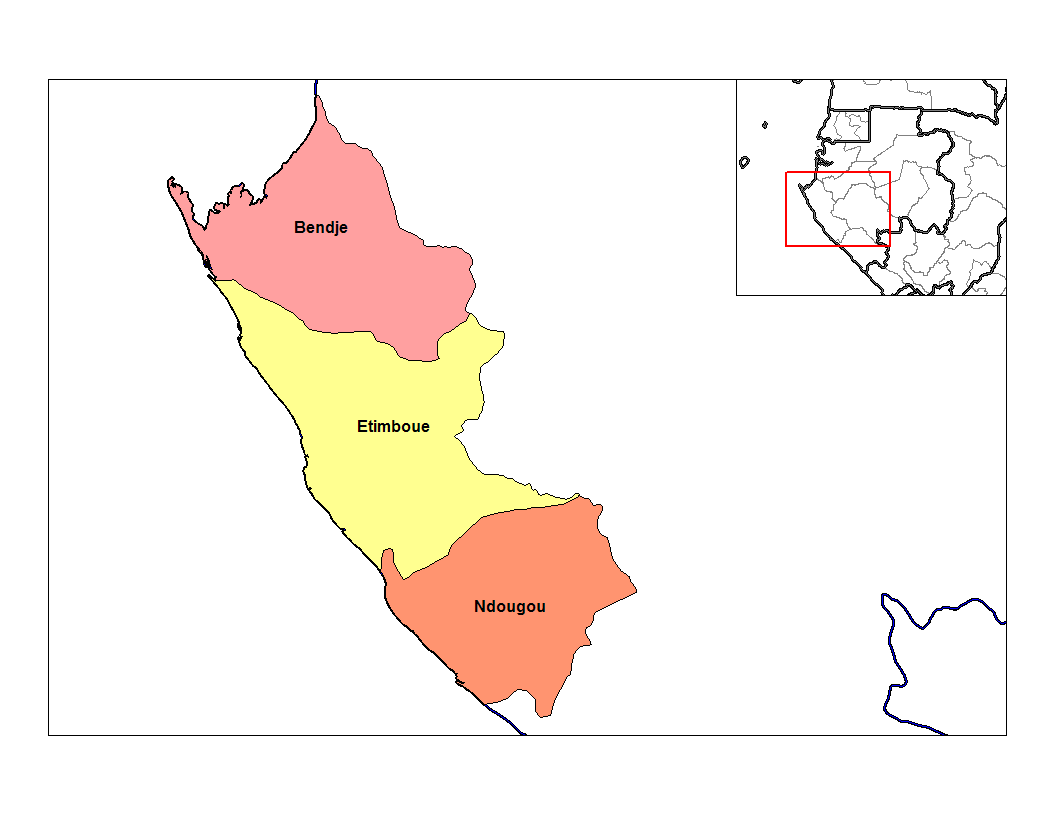
Departaments d'Ogooué-Maritime

## Departaments
Ogooué-Maritime es divideix en 3 departaments:
- Bendjé (Port-Gentil)
- Etimboué (Omboué)
- Ndougou (Gamba)